# جوزيف باكوس
جوزيف باكوس (بالإنجليزية: Joseph Bakos)‏ هو رسام أمريكي، ولد في 1891، وتوفي في 1977 في سانتا فيه في الولايات المتحدة.